# Ель-Харра
Ель-Харра (англ. al-Harra, араб. الحارة) — поселення в Сирії, що складає друзьку общину в нохії Ес-Санамейн, яка входить до складу мінтаки Ес-Санамейн в південній сирійській мухафазі Дар'а.